# 夜中のつまみ食い
夜中のつまみ食い（英: The Midnight Snack、1941年7月19日）は、「トムとジェリー」の作品の一つ。日本においてはパブリックドメインである。

## 概要
この話から正式に「トムとジェリー」というタイトルが付いた。ハンナ＝バーベラ期2作目。

## スタッフ
- 監督 - ウィリアム・ハンナ、ジョセフ・バーベラ、ルドルフ・アイジング（クレジット無し）
- 製作 - フレッド・クインビー(初公開版ではクレジット無し)、ルドルフ・アイジング（クレジット無し）
- 共同製作 - ウィリアム・ハンナ（クレジット無し）
- 脚本 - ウィリアム・ハンナ、ジョセフ・バーベラ（全員クレジット無し）
- 原画 - レイ・エイブラムス、ビル・リトルジョン、セシル・サリー、アーヴン・スペンス、ジョージ・ゴードン、ジャック・サンダー、ピーター・バーネス、カール・アルバノー、マイケル・ラー（全員クレジット無し）
- 制作マネージャー - カーマン・マクスウェル（クレジット無し）
- 背景 - ジョセフ・スミス(クレジット無し)
- 音楽 - スコット・ブラッドリー（クレジット無し）
- 彩色プロセス - テクニカラー
- 録音プロセス - ウェスタン・エレクトリック、パースペクタ・ステレオ（1958年再公開版のみ）
- 制作 - メトロ・ゴールドウィン・メイヤー・カートゥーン・スタジオ（英語版）
- 配給 - メトロ・ゴールドウィン・メイヤー、ロウズ・シアター

## 作品内容
真夜中の台所で、ジェリーはチーズを冷蔵庫から盗み出そうとしていた。その様子を隠れて見ていたトムはいたずらを仕掛けジェリーをからかう。
チーズ泥棒を観念させたところで、トムはこっそり逃げようとするジェリーを見張りつつジェリーに便乗するかのごとく冷蔵庫を物色。あれこれつまみ食いを続けるうちに、ふと手に取ったチーズの臭いをかいだトムは、その臭さに投げ捨てた弾みで食器棚を割ってしまう。
その音で目覚めたのであろう、お手伝いさんが怒鳴りながら台所へ下りてくる。台所荒らしを自分がやったと彼女に発覚したら追放必至である。そこでトムはジェリーに全ての罪を擦り付けることにした。
お手伝いさんが冷蔵庫のドアを開けると中にはジェリーが。「トム、ネズミを捕まえて！」。彼女の叫び声を合図にドタバタが始まる。ジェリーを一方的に追い詰めるトムだったがひょんな事から形勢は逆転され…。
すっかり荒れ果てた台所へお手伝いさんが恐る恐る顔を出す。ネズミ退治の褒美にミルクを与えようとトムを呼ぶが、肝心のトムは散乱した冷蔵庫の中にいた。こうしてトムはお手伝いさんの怒りを買い叩きのめされ、ジェリーは哀れなトムを見送りながらチーズのつまみ食いと洒落込むのだった。

## 登場キャラクター
トム
チーズを冷蔵庫から盗もうとするジェリーを懲らしめついでに自身も冷蔵庫の食料をつまみ食いする。だがその際、自身が苦手なチーズを投げ捨てて食器を割った音でお手伝いさんを起こしてしまい、台所荒らしをジェリーがやったことにするも、追いかけっこをしているうちに立場が逆転。ジェリーの機転により冷蔵庫に突っ込んでしまう。その後冷蔵庫の中にいた所をお手伝いさんに見つかり、家から追い出された。
トムの「チーズが嫌い」という設定はこの作品から存在するが、後発作品ではチーズを食べている作品も存在する。
ジェリー
チーズをつまみ食いしようとした所をトムに見つかり捕まってしまう。その後お手伝いさんからネズミ退治を命ぜられたトムに追い詰められるが、最終的に逆転勝利。お手伝いさんがトムを追い出している隙に念願のチーズにありつくことができた。
お手伝いさん
当初は上階にいたが、食器が割れた音を聞いて降りてくる。トムにジェリーの捕獲を命じ「ジェリーを捕まえたらご褒美をあげる」としていたが、最終的にジェリーの仕返しを喰らって冷蔵庫に突っ込んだトムの姿を見ると、激怒して追い出した。

## 再公開
今回の作品は、1948年3月27日と1958年1月30日に再公開されており、作品内容は初公開版と同じだがオープニング・エンディングのクレジット、レオ・ザ・ライオンも変更されている。初公開版では、オープニングのクレジットや、エンドクレジット、レオ・ザ・ライオンは、実写映画と同じ物になっている。また、プロデューサーであるフレッド・クインビーの記載がない。現在の映像ソフトに収録されているものや現在のテレビで再放送されているものは、1958年再公開版がほとんどとなっている。